# Hollister (Idaho)
Hollister – miasto w Stanach Zjednoczonych, w stanie Idaho, w hrabstwie Twin Falls.